# The Underfall Yard
The Underfall Yard ist das sechste Studioalbum der englischen Retro-Prog-Band Big Big Train. Es wurde am 15. Dezember 2009 veröffentlicht.

## Inhalt
Die Texte der Songs behandeln Geschichten und Volkssagen aus England, insbesondere aus der viktorianischen Zeit und der edwardischen Epoche. In dem Song Winchester Diver wird z. B. die Leistung des Tauchers William Walker bei der Rettung der Kathedrale von Winchester besungen. Im Zentrum steht jedoch das 22-minütige Titelstück, das den Eisenbahn- und Hafenanlagenbau des Ingenieurs Isambard Kingdom Brunel zum Thema hat. 

## Stil
Musikalisch bleibt die Band auf diesem Album dem von Genesis und Yes beeinflussten Retro-Prog treu, verarbeitet aber auch Post-Rock-Einflüsse.

## Kritiken
Das Album bekam weithin positive Kritiken. Beim Internetradio „Aural Moon“ wurde The Underfall Yard Album des Jahres 2009, ebenso bei der Prog-Rock-Seite „Progressive Area“.

## Titelliste
1. Evening Star (4:53)
2. Master James of St. George (6:19)
3. Victorian Brickwork (12:33)
4. Last Train (6:28)
5. Winchester Diver (7:31)
6. The Underfall Yard (22:54)

## Trivia
The Underfall Yard ist eine historische Bootswerft in Bristol.